# Concertos grossos, op. 3 de Haendel
Pour les articles homonymes, voir Concerto grosso (homonymie).

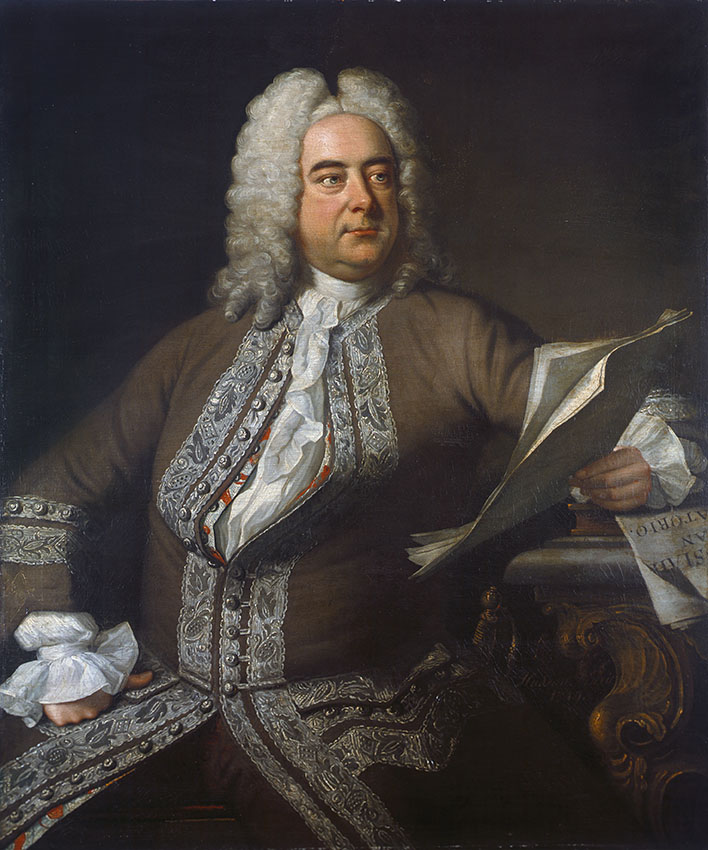
Georg Friedrich Haendel par Thomas Hudson (1749)

Les Concertos Grossos, op. 3, HWV 312-317, sont six concertos grossos composés par Georg Friedrich Haendel et rassemblés dans un recueil publié par John Walsh en 1734. 
Les musicologues s'accordent à estimer que Haendel n'est pas à l'origine de la publication de ce recueil. En réalité, Walsh a avant tout cherché à reproduire la réussite commerciale de l'opus 6 de Corelli, comprenant 6 concertos grossos et dans ce but, en a rassemblé six, composés par Haendel sans doute principalement pendant son séjour à Cannons auprès du duc de Chandos (1717 à 1719).

## Structure musicale
La réunion de ces pièces en un recueil unique n'étant pas de la décision de Haendel, il n'y a pas d'unité interne répondant à une logique musicale, ce qui est vrai aussi d'autres « opus » de Haendel.   
La structure des concertos de l'Opus 3 est irrégulière par rapport aux usages de l'époque concernant le genre du concerto grosso. Les six concertos ont un nombre de mouvements entre deux et cinq, mais un seul comprend le nombre habituel et traditionnel de quatre mouvements comme le pratique, en particulier, Corelli. 
Il est d'autre part seulement occasionnel que s'opposent véritablement, comme d'habitude dans le genre du concerto grosso, un tutti (ou ripieno) d'une part et un concertino de l'autre. En fait, il y a souvent des parties virtuoses pour les cordes et les bois, conférant aux pièces l'apparence de forme d'un concerto grosso, plus que le rigoureuse opposition contrastée entre concertino et tutti.   
Le hautbois était un des instruments de prédilection de Haendel ; par l'importance des parties de hautbois dans certaines sections de ces concertos, ils ont été dans la passé qualifiés de Oboe concertos, comme en témoigne Victor Schœlcher (op. cit.)

### Concerto grosso ensi bémolmajeur, op. 3, n°1 - HWV 312
Le Concerto no 1 est probablement le premier qui a été composé. Il est écrit pour deux flûtes à bec, deux hautbois, deux bassons, cordes et basse continue. De façon inhabituelle, seul le premier mouvement est à la tonique, si  — les deux autres sont dans le relatif mineur, sol mineur.
1. Allegro
2. Largo
3. Allegro

### Concerto grosso ensi bémolmajeur, op. 3, n°2 - HWV 313
Écrit pour deux hautbois, un basson, cordes et continuo, le deuxième concerto grosso comprend quatre mouvements en si  majeur et un (le second, Largo) en sol mineur, tonalité relative mineure. Le premier et le troisième mouvement proviennent de la Passion selon Brockes de 1716. Exceptionnellement, deux mouvements de danse, un menuet (Moderato), et une gavotte (Allegro) terminent le concerto. 
1. Vivace
2. Largo
3. Allegro
4. Moderato
5. Allegro

### Concerto grosso ensolmajeur, op. 3, n°3 - HWV 314
Le troisième Concerto est à nouveau en trois mouvements (l'ouverture Largo est trop brève pour être comptée comme mouvement). Il y a peu de doute que ce concerto a été compilé par Walsh à partir d'un certain nombre de morceaux de Haendel. Le concerto est écrit pour un hautbois (qui peut être remplacé par une flûte), un basson, cordes et continuo.
1. Largo, e staccato — allegro
2. Andante
3. Allegro

### Concerto grosso enfamajeur, op. 3, n°4 - HWV 315
Le quatrième concerto est la seule pièce de l'opus qui suive un cadre en quatre mouvements. Bien que la mise en forme de l'œuvre ne reflète pas les traits typiques du concerto grosso, la musique a été tirée directement de l'ouverture de l’opéra de 1715, Amadigi di Gaula, la pièce affiche de nombreux aspects caractéristiques de Haendel et du style du concerto grosso. La pièce est écrite pour deux hautbois, un basson, cordes et continuo.
1. Largo
2. Andante
3. Allegro
4. Allegro

Walsh a également publié un concerto « n°4b » à tort sous le nom de Haendel, mais elle a été retirée quelques mois plus tard, peut-être à la demande de Haendel lui-même.

### Concerto grosso enrémineur, op. 3, n°5 - HWV 316
Malgré l'absence de division stricte entre tutti et concertino, et l'ajout d'un deuxième mouvement vif à la fin, le cinquième concerto suit le modèle italien traditionnel de façon plus étroite que les autres numéros de l'opus 3. Walsh dans un premier temps, n'avait publié que les deux premiers mouvements, mais du fait que l'œuvre était déjà connue dans son intégralité, il est probable que ce soit à la demande de Haendel, qu'il l'ait publiée en tier. La pièce est écrite pour deux hautbois (à l'origine), un basson, cordes et continuo.
1. Largo
2. Fuga, allegro
3. Adagio
4. Allegro, ma non troppo
5. Allegro

### Concerto grosso enrémajeur, op. 3, n°6 - HWV 317
Le sixième et dernier concerto a seulementdeux mouvements, le Vivace, dont la musique est celle de l'opéra de 1723, Ottone (1723), et l’Allegro, qui est la première publication de Haendel pour orgue et orchestre, et est reprise de l'ouverture de l’opéra de 1712, Il pastor fido. La pièce est écrite pour deux hautbois, un basson, cordes et continuo. L'Allegro du concerto est éditée par Walsh avec une annonce « commerciale »  sur la prochaine édition de Haendel, à savoir l'opus 4 : des concertos pour orgue (ou clavecin).
1. Vivace
2. Allegro